# Wolfgang Aichholzer
Wolfgang Aichholzer (* 22. September 1964 in Villach, Österreich) ist ein österreichischer Kameramann.

## Leben
Von 1983 bis 1989 studierte Aichholzer Kamera an der Hochschule für Fernsehen und Film München. Anschließend arbeitete er als freier Kameramann. Mit dem 1990 ausgestrahlten Fernsehfilm Zwei debütierte er als Kameramann für einen Langspielfilm. Seitdem war er für Fernsehfilme wie Die Gänsemagd, Das Glück kommt unverhofft und Heiraten ist auch keine Lösung verantwortlich.

## Filmografie (Auswahl)
- 1990: Zwei
- 1994: High Crusade – Frikassee im Weltraum
- 1997: Falsche Liebe
- 1998: Ein Mann fällt nicht vom Himmel
- 2004: Liebe süß-sauer: Die Verlobte aus Shanghai
- 2006: Ein Familienschreck kommt selten allein
- 2006: Im Namen der Braut
- 2006: Spezialauftrag: Kindermädchen
- 2007: Der Butler und die Prinzessin
- 2009: Die Gänsemagd
- 2009: Entscheidung in den Wolken
- 2010: Das Glück kommt unverhofft
- 2011: Von Mäusen und Lügen
- 2011: Unter Verdacht – Rückkehr (Fernsehreihe)
- 2012: Heiraten ist auch keine Lösung
- 2012: Nein, Aus, Pfui! Ein Baby an der Leine
- 2012: Unter Verdacht – Das Blut der Erde
- 2012: Wie Tag und Nacht
- 2012–2013: Letzte Spur Berlin (Fernsehserie, 4 Folgen)
- 2013: Unter Verdacht – Ohne Vergebung
- 2015: Unter Verdacht – Grauzone
- 2016: Unter Verdacht – Betongold
- 2017: Tatort: Level X
- 2017: Der Usedom-Krimi – Nebelwand
- 2017: Kilimandscharo – Reise ins Leben
- 2017: Unter Verdacht – Verlorene Sicherheit
- 2018: Bella Germania
- 2019: Tatort: Zorn
- 2019: Toni, männlich, Hebamme – Daddy Blues
- 2019: Polizeiruf 110: Heimatliebe
- 2019: Unter Verdacht – Evas letzter Gang
- 2019: Der Usedom-Krimi – Strandgut
- 2021: An seiner Seite
- 2021: Die Schule der magischen Tiere
- 2022: Zu jung zu sterben. Ein Krimi aus Passau (Fernsehreihe)
- 2022: Der Fluss ist sein Grab. Ein Krimi aus Passau (Fernsehreihe)
- 2023: Polizeiruf 110: Der Gott des Bankrotts
- 2023: Der Kommissar und der See – Narrenfreiheit (Fernsehreihe)
- 2024: Polizeiruf 110: Wasserwege